# Rhene atrata
Rhene atrata là một loài nhện trong họ Salticidae.
Loài này thuộc chi Rhene. Rhene atrata được Ferdinand Karsch miêu tả năm 1881.

## Hình ảnh

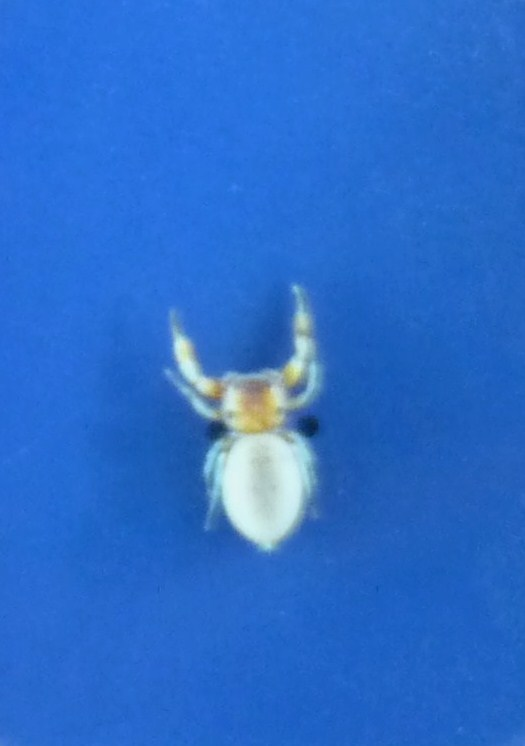